# Ші Це
Ші Це (кит.: 史策; нар. близько 1993) — материковокитайська акторка, яка закінчила Пекінську Танцювальну Академію (кит.: 北京舞蹈学院). Деякі з її фільмів включають «Суд» (кит.: 求偶) 2015 року, «Привіт, мамо» (кит.: 你好，李焕英) 2020 року, тощо.